# UT Connewitz

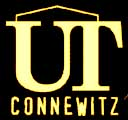
Logo UT Connewitz

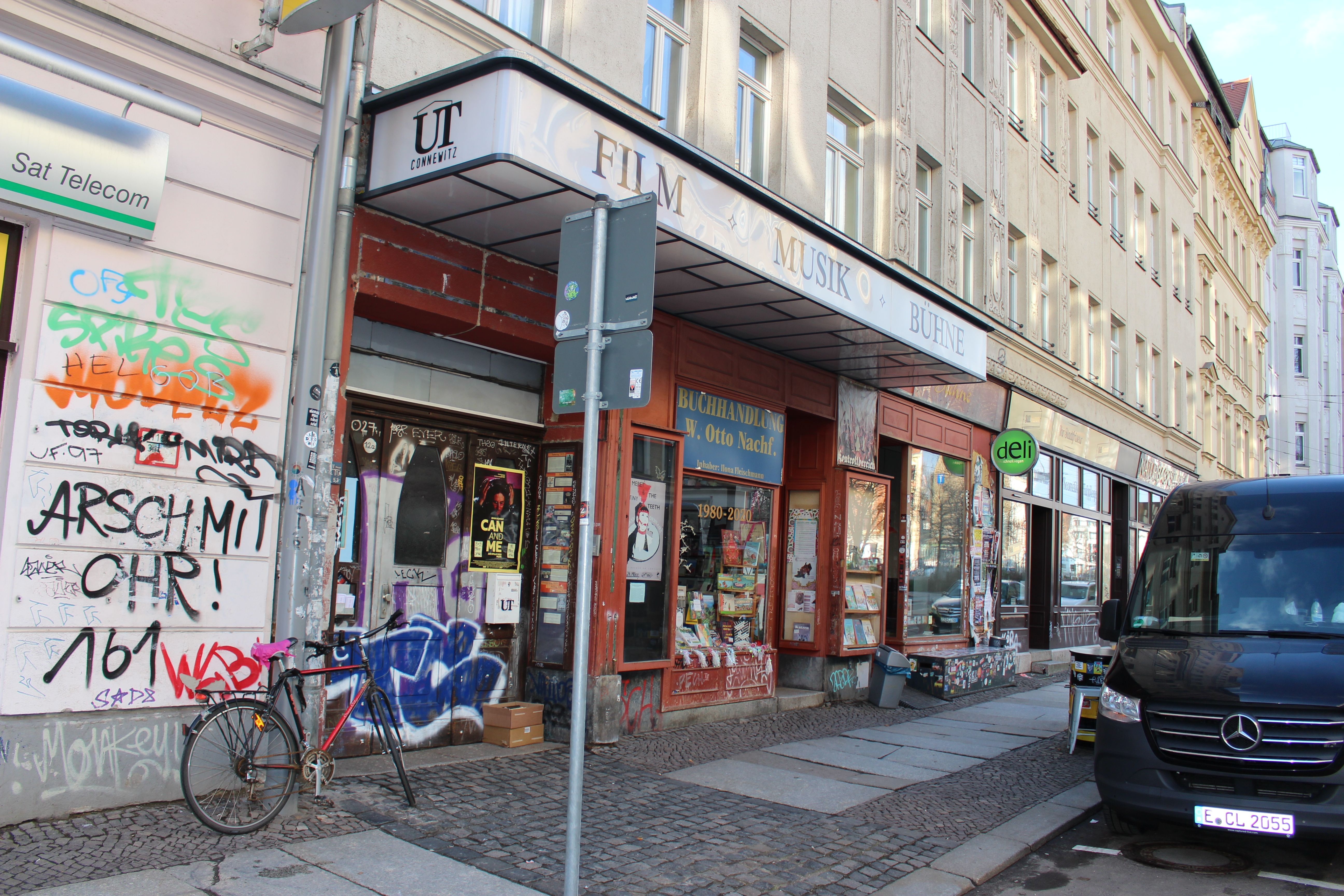
Eingang des Kulturzentrums UT Connewitz

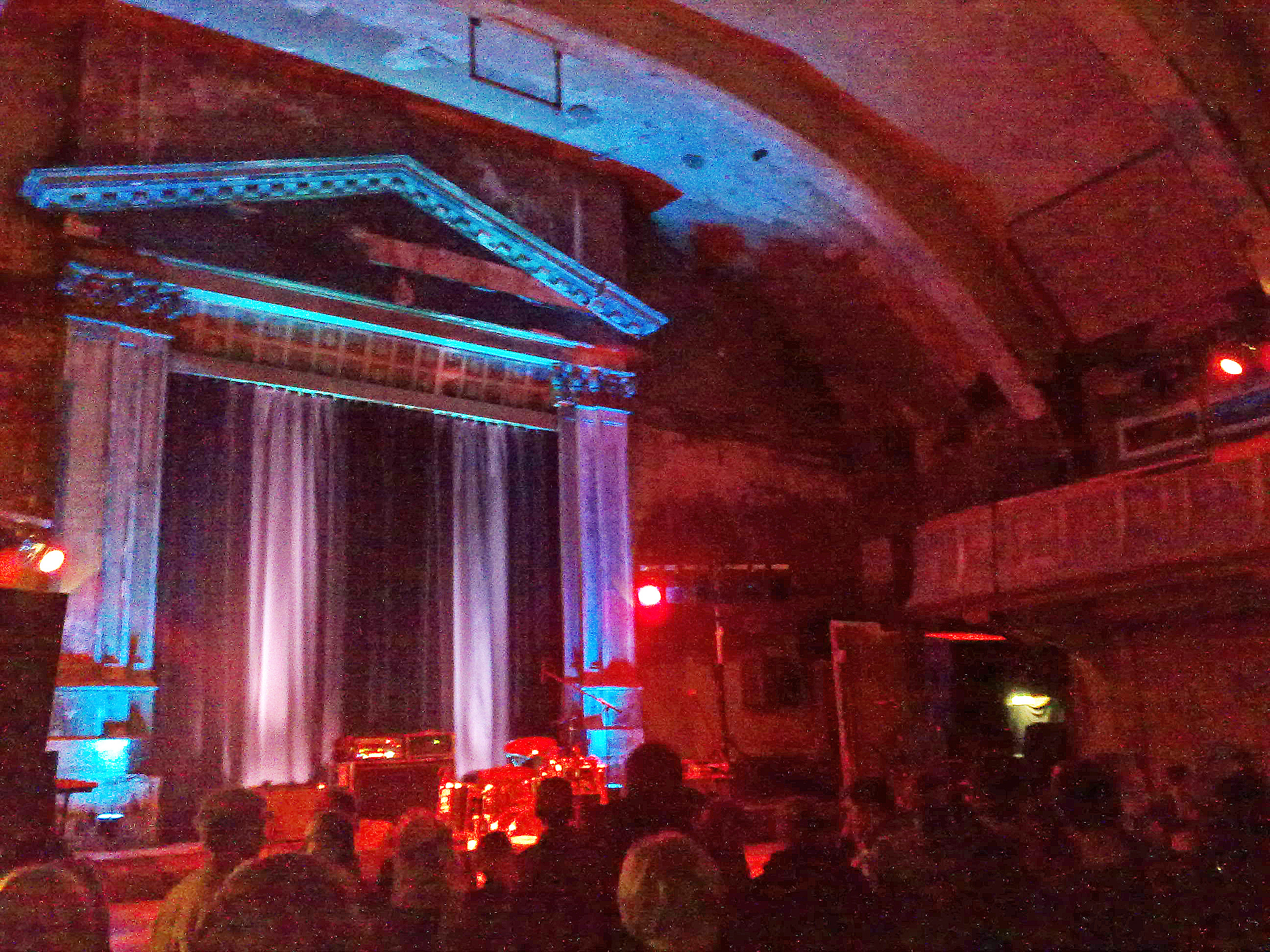
Innenraum mit Leinwand und Bühne vor einem Konzert

Das UT Connewitz ist das älteste noch erhaltene Lichtspieltheater Leipzigs und eines der ältesten Deutschlands. Es befindet sich an der Wolfgang-Heinze-Straße 12 in Connewitz. Die erste Filmvorführung fand am 1. Weihnachtstag des Jahres 1912 statt: Gegeben wurde der Kriminalfilm Die schwarze Katze, 2. Teil, ein kurzer Stummfilm in der Regie von Viggo Larsen.
Der Name UT steht für Union-Theater: Die „Allgemeine Kinematographen Gesellschaft Union-Theater für lebende und Tonbilder m.b.H“ wurde 1906 gegründet, daraus entstand die seinerzeit erfolgreichste Kinokette Deutschlands „Union“, die unter dem Markenzeichen U.T. auftrat.

## Geschichte
Ursprünglich hieß das Kino „Cammerlichtspiele“, ab 1920 firmierte es unter „Union-Theater Connewitz“. Ab den 1970er Jahren war es als „Filmtheater Connewitz“ Teil der Filmtheaterbetriebe der Stadt Leipzig. Durch verschiedene Umbauten reduzierte sich die Anzahl der Plätze von ursprünglich 625 auf 415 (im Jahr 1985). Seitdem wurde es für verschiedene Zwecke genutzt, u. a. für Jugendweihefeiern und Konzerte sowie als Treffpunkt für die DDR-Punkszene. 1992 wurde das UT Connewitz geschlossen.
Im Jahr 2001 gründete sich der Verein UT Connewitz e. V. mit dem Ziel, das historische Kinogebäude als Kulturstätte wieder zugänglich zu machen und die Bausubstanz zu erhalten. Seitdem findet ein regelmäßiger Kulturbetrieb mit Konzerten, Kinovorführungen u. a. statt, der sich an ein alternatives Szenepublikum richtet. Am 12. November 2012 erhielt der Verein vom Deutschen Nationalkomitee für Denkmalschutz die Silberne Halbkugel des Deutschen Preises für Denkmalschutz für sein „tatkräftiges, generationsübergreifendes, ehrenamtliches Engagement zur Erhaltung und Revitalisierung eines der ältesten originalgetreu erhaltenen Filmtheater Deutschlands, das denkmalgeschützte UT Connewitz.“

## Beschreibung
In baulicher Hinsicht bemerkenswert ist die Gestaltung des Bühnenraums als einem Portikus nachempfundenen Relief mit Pilastern. Die Inneneinrichtung des Kinosaals ist bis auf die Bestuhlung, wenn auch stark beschädigt, noch weitgehend im Originalzustand von 1912. Das UT verfügt über 99 Sitzplätze. Aufgrund der Räumlichkeiten und vorhandenen Kapazität ist auch die Abhaltung von Tagungen oder Kongressen geplant.

## Belege
1. ↑  Zur Geschichte des alten Connewitzer Kinos
2. ↑  Verleihung des Deutschen Preises für Denkmalschutz am 12. November 2012 in Wismar (PDF; 62 kB) Pressemitteilung des Deutschen Nationalkomitees für Denkmalschutz vom 14. August 2012
3. ↑  UT Connewitz erhält „Silberne Halbkugel“ – Denkmalspreis für Engagement des Vereins

Koordinaten: 51° 18′ 31,9″ N, 12° 22′ 21″ O